# 信濃 (空母)
信濃（しなの）は、大日本帝国海軍の航空母艦。艦名は旧国名の信濃国から採られた。第二次世界大戦に参加した最大の航空母艦であった。

## 概要
軍艦信濃（しなの）は、日本海軍が建造した航空母艦。
④計画にもとづき横須賀海軍工廠で1940年（昭和15年）5月に起工した大和型戦艦3番艦（110号艦）を、ミッドウェー海戦以降の戦局の変化に伴い、戦艦から航空母艦に設計変更した改造空母である。
1944年（昭和19年）11月19日、航空母艦として竣工。11月28日、空襲を避けるため未完成のまま横須賀から呉へ回航される。
第十七駆逐隊（磯風、浜風、雪風）に護衛されて航行中の11月29日午前3時20分、紀伊半島潮岬沖合でアメリカ海軍の潜水艦「アーチャーフィッシュ」より魚雷攻撃を受ける。魚雷4本が命中、浸水が止まらず、午前10時50分頃に転覆して沈没した。竣工から沈没まで艦命は僅か10日間であった。

## 艦歴

### 建造

#### 大和型戦艦
第一次世界大戦後締結されたワシントン海軍軍縮条約及びロンドン海軍軍縮条約で海軍力を制限された日本海軍は、国力・経済力で圧倒的優位に立つアメリカに対し量を質で凌駕するという発想から、46cm砲を搭載した大和型戦艦を計画する。条約明けの1937年（昭和12年）、第1号艦大和・第2号艦武蔵・第5号艦日進等は第70回帝国議会に提出された第三次海軍軍備補充計画（③計画）により予算が承認され、建造が始まった。
翌年、日本海軍は第四次海軍軍備充実計画（④計画）を立ち上げ、艦齢30年が経過した金剛型戦艦3番艦榛名、4番艦霧島の代艦として大和型戦艦建造番号第110号艦、第111号艦、計2隻の建造を決定した。この2隻は、先に建造された第1号艦（大和）、第2号艦（武蔵）の不具合を改善し、より完成度の高い戦艦となるはずだった。

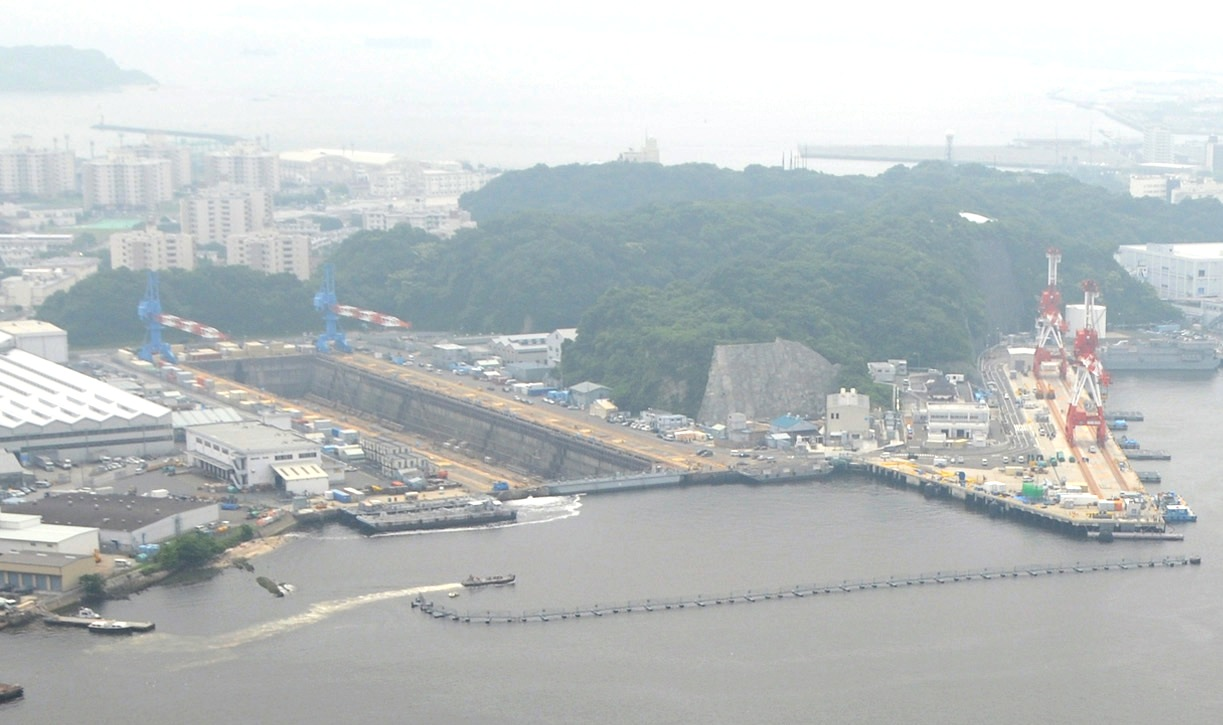
第110号艦（信濃）を建造した横須賀海軍施設六号ドック

第110号艦は横須賀海軍工廠に第六船渠を新造し、そこで建造されることが決まった。大和型戦艦の排水量は7万トンを超える。このクラスの超大型艦が合計4隻も建造される予定に対して、将来的に発生するであろう修理・改造工事に使用可能なのが呉にある1つの船渠（ドライドック）だけでは順番待ちなどの恐れが生じることや、横須賀を呉に並ぶ海軍の重要拠点としたいという意向があったため、姉妹艦の武蔵（長崎、三菱重工）のように船台での建造を選ばず、大和型戦艦用の第6船渠を新たに作る事になった。当時の横須賀最大のドックは、長門型戦艦「陸奥」が建造中に入渠した第5船渠だった。2年3ヶ月の期間と約1,700万円（当時）の費用をかけて全長336m、全幅62m、深さ18mのドックが完成した。この時に排出した土砂は、隣接していた海軍砲術学校の海岸埋め立てに使用され、広いグラウンドとなった。
第二復員局がまとめた資料では、110号艦の起工日は1940年（昭和15年）4月7日となっている。
5月4日、ドックの完成と同時に第110号艦の起工式が行われる。第110号艦自体の予算は約1億4770万円（当時）で、国会議事堂（2570万円）が6つ建設できる計算となる。この時のお祓いも機密保持を考慮し、外部から本職の神主を呼ぶのではなく、工廠の関係者の中から神主の資格を持っていた足場組長の大須賀種次が選ばれ、大役が任された。大和、武蔵が予算計上時は一号艦、二号艦と呼ばれていたことから、本艦にも三号艦の俗称があった。また工員達の間では第110号艦を略して「110」と呼ばれていた。
第110号艦は1943年（昭和18年）10月進水、1944年（昭和19年）4月主砲積込み、1945年（昭和20年）3月末の完成を目指し工事が進められていた。だが、艦底防御の計画変更などにより建造工程は遅れ気味であった。建造中、アメリカとの開戦が決定的となった。
1941年（昭和16年）11月、戦艦を含めた艦艇建造計画の見直しが行われ、潜水艦と航空機の生産優先が決定し、大型艦の建造が中止となる。第111号艦はミッドウェー海戦後に正式に建造中止となり即時解体。後日、資材や艦体の一部は伊勢型戦艦2隻の航空戦艦化、ドイツ客船シャルンホルスト（空母「神鷹」）の空母改造工事に利用された。甲鉄のうち製造済みのものは横須賀に運ばれ、110号艦にも利用されたという。
開戦時（12月8日）の第110号艦は、船体工事は前後部が弾薬庫床部分まで、中央部は下甲板附近まで、全体としては下部構造の工事進行中だったという。そこで「本艦は戦艦としての工事を中止し、浮揚出渠せさるに必要な工事のみを進め、なるべく速やかに出渠（しゅっきょ）せしむべし」として船体のみを建造し、ドックを中型空母建造や損傷艦修理のために開けるよう命じられる。1942年（昭和17年）10月の船体完成を目指すが、建造資材を損傷艦に廻されたり、工員の士気も下がるなどして、工事は停滞状態となった。連合艦隊参謀長宇垣纏少将の陣中日誌戦藻録には、4月23日に杉浦軍令部第三課長と神重徳軍令部一課部員が連合艦隊司令部を訪れ、「戦艦建造を『第三号艦』迄とし、其余力を空母建造に集中するを可とす」とした他、超甲巡の建造見送り、潜水艦と航空機の増産などが話し合われたと記されている。

#### 空母化
1942年（昭和17年）春、アメリカが両洋艦隊法により大型航空母艦多数を建造しているという情報を得た日本軍は、改⑤計画で改大鳳型航空母艦や改飛龍型航空母艦など、空母の保有数を増やすことを検討していた。
4月18日、空母ホーネットから発進したB-25爆撃機16機が日本を空襲した（ドーリットル空襲）。横須賀にも1機が飛来し、第110号艦の近くで空母に改造中だった潜水母艦大鯨（後の空母龍鳳）に爆弾1発が命中した。第110号艦に被害はなく、またアメリカ軍機にも発見されなかった。
このドーリットル空襲は6月上旬に実施予定であったミッドウェー島攻略作戦にも影響を与えたが、作戦中に発生したミッドウェー海戦で日本軍は、主力空母4隻を失った。
日本海軍は空母機動部隊を再建すべく、戦時急造空母（商船改造空母、雲龍型航空母艦、改大鳳型航空母艦等）の急造を計画、6月30日に海軍大臣の即時決裁をうけ建造を決定・開始する。
その一環として横須賀第6ドックから第110号艦をどかし、中型空母「飛龍」を改修した雲龍型航空母艦（17,500トン）2隻を同時建造する意向を示した。しかし2年をかけて船体進行率70%という状態まで形状が出来ていた第110号艦の解体はそれだけでも大事業となり、横須賀工廠の現場からは机上の空論とみなされている。だが大和型戦艦の象徴でもある46cm砲を呉工廠から横須賀工廠へ運搬するために必要な専用輸送船「樫野」が9月4日に米潜水艦グロウラーに撃沈され、第110号艦を大和型戦艦として建造することも難しくなっていた。仮に第110号艦（信濃）を大和型戦艦として完成させる場合、46cm主砲塔を細かく分解して特務艦「知床」（戦艦砲塔運搬可能）で輸送するか、第110号艦（信濃）を横須賀から呉に回航して主砲塔搭載工事を行わねばならなかった。
ここに至り日本海軍は大和型戦艦・第110号艦を航空母艦へ設計変更し、1944年（昭和19年）12月末を目指し空母として就役させることを決定する。第110号艦は、タービン機械、ボイラー9基、艦前方の弾火薬庫の床の取り付けが完了し、船体中央は中甲板レベルの隔壁の組立中、艦尾は弾火薬庫の床が完成して、その上の構造物に取り掛かった状態であった。
第110号艦の空母改装に当たっては「航空母艦艤装に関しては完成期を遅延せしめざる範囲に於いて、戦訓に基づく改善事項を実施し、また出来得る限り艤装簡単化に関し研究実行す」と軍令部・艦政本部の空母急速増産計画には記載されている。1942年7月16日、軍令部次長が海軍次官に宛てた「第110号艦（改装）主用要目に関する件協議」では、排水量や速力の他、以下の項目を記載している。
- 主用兵装搭載機は艦戦36、艦攻18、艦偵9。但し格納庫は艦戦18に対する分を完備し、艦攻18以上なるべく多数の応急格納し支障なからしめ、その余は甲板繋止めとす。
- 飛行甲板防御は500kg爆弾の急降下爆撃に対し安全ならしむ。但し後部飛行機格納庫は800kg急降下爆撃に対し安全ならしむ。
- 舷側防御:第130号艦に準ず（第130号艦は大鳳のこと。同艦は巡洋艦20cm砲弾防御）。
- 爆弾、魚雷、航空燃料の搭載量は第130号艦程度とし、飛行機に対する補給を急速容易に実施可能ならしむ。

第110号艦の航空母艦への設計変更と改造にあたっては、艦政本部、軍令部（航空関係者）、航空本部員の間に、基本構想と意見の食い違いがあった。
艦政本部長の岩村清一中将より「本艦の空母としての性能は従来の空母を一変せしめ、洋上の移動航空基地たらしめる。すなわち原則として飛行機格納庫を備えず、従って固有の艦上攻撃機・艦上爆撃機を搭載しない。本艦は最前線に進出し、後方の空母より発艦した飛行機は本艦に着艦し、燃料、弾薬、または魚雷を急速に補給して進発する。しかして巨大な飛行甲板に充分な甲鈑防御をほどこし、敵の空襲下にあくまで洋上の基地として任務を達成する。しかし自艦防衛上、直衛機（戦闘機）のみは搭載し、この分の格納庫だけは設ける」という案が示された。「戦艦としての防御力を持つ船体に重防御を施した飛行甲板を装備して不沈空母化し、格納庫も搭載機も持たない」との意見さえあったとする主張もある。
大鳳型航空母艦があくまで『既存の空母の弱点である飛行甲板の防御』という構想から建造されたのに対し、この初期案ではあくまで『洋上の航空基地』であることを第一として考えられている。また、ミッドウェー海戦での「航空母艦は被弾損傷に脆弱である」という戦訓から、爆弾や魚雷を装備した攻撃機や爆撃機を艦内に搭載しないという発想でもある。
しかしこの初期案は軍令部や航空本部側からの反発を招いた。神重徳（軍令部参謀）はアウトレンジ戦法に強く反対し、第110号艦を攻撃用空母とするよう強く主張している。結局、「万が一敵からの攻撃をある程度受けても戦艦構造や強固な飛行甲板によって継戦能力を失わない。仮に他の空母が攻撃を受けて航空機の母艦としての能力を失っても、それらの空母に所属していた航空機を受け入れることで、艦隊としての航空戦闘能力を保持し続け」、搭載・運用する直衛機に加えて攻撃用の航空機を搭載し、さらに他の空母の航空機用の燃料や爆弾、魚雷までも用意しておくという大鳳型の着想と似たものとなった。
全面的に変更された空母用の最終的な設計は、この構想を実現するために、装甲飛行甲板と航空機用格納庫に加えて、燃料庫や弾火薬庫が拡充されることになった。1942年（昭和17年）7月末、空母への設計変更が決定し、1ヶ月で基本計画完了、9月早々海軍大臣に報告がおこなわれた。艦政本部の基本設計が終わったのは11月、横須賀工廠で詳細設計を進め、工事再開は1943年初頭となった。
第110号艦（信濃）の建造が再開されたのは1942年（昭和17年）9月、竣工は1945年（昭和20年）2月末の予定だった。ところが、日本海軍はガダルカナル島をめぐる戦いから多数の艦艇を喪失し、損失艦が続出した。
1943年（昭和18年）3月25日、嶋田繁太郎軍令部総長は各工廠に「損傷艦の修理を優先し、新造艦は松型駆逐艦及び潜水艦に限定せよ」と通達。同年8月、「第110号艦」の建造は再度中断されることとなる。その上、横須賀工廠は雲龍型航空母艦1番艦（雲龍）、軽巡（能代）、松型駆逐艦、丙型海防艦の建造や艤装工事、水上機母艦千代田を軽空母に改造する作業、空母翔鶴修理作業（南太平洋海戦で大破）、空母飛鷹修理作業（昭和18年6月、潜水艦雷撃で大破）、軽巡洋艦「大淀」や重巡「摩耶」等各種艦艇の修理整備作業を抱えており、工員4,000人を増員しても手一杯であった。不思議なことに、竣工時期は1945年（昭和20年）1月と1ヶ月以上早められている。
1943年（昭和18年）6月24日、昭和天皇は横須賀沖に停泊中の戦艦「武蔵」（当時、連合艦隊旗艦）に行幸する。これに先立ち、高松宮宣仁親王（天皇弟宮、海軍大佐）が110号艦を視察している。
1944年（昭和19年）6月19日から20日にかけて発生したマリアナ沖海戦において、日本海軍は大敗北を喫した。主力空母3隻（翔鶴、大鳳、飛鷹）を一挙に失ったのである。特に第110号艦（信濃）の原型となった大鳳喪失は関係者に衝撃を与えた。その後、進攻してくるアメリカ軍に対抗するために110号艦（信濃）が必要との意見があがった。
7月1日附達212号をもって第110号艦は軍艦　信濃と命名され、航空母艦として登録される（以後、110号艦は信濃と表記）。同時に「1944年（昭和19年）10月15日までに竣工させよ」との命令が下る。また「一度戦闘に参加し得るに必要なる設備のみ取りあえず完成せしめ、その他は帰港の上工事」と定められた。『海軍造船技術概要』によれば、軍令部が横須賀海軍工廠長に命じた内容は以下の項目である。
1. 居住設備は士官より兵員に至るまで簡素にして最小限のものとする。
2. 事務倉庫以外の倉庫設備も極力簡単にする。
3. 戦闘時の火災を防ぐため、木材部分を極力少なくする。
4. 防毒区画の気密試験を省略する。
5. 中甲板以上の区画の気密試験を省略する。
6. 造機、造兵関係工事もできるだけ後回しとする。
7. 工期目標、10月5日進水。10月8日、命名式後沖繋留。10月15日、竣工。
8. 周辺県の造船所から工員を借り受け、海軍工作学校からの応援も受ける。

建造予定が遅れているにもかかわらず、大鳳喪失を補うためにも初期の竣工時期より5ヶ月近く短縮された。熟練工を兵役で取られ、その不足を補うために民間造船所の工員や海軍工機学校の生徒のみならず、畑違いともいえる他の学部の生徒を学徒勤労報国隊で集め、朝鮮人工員や台湾人工員、女子挺身隊も狩り出された。「110号（信濃）の完成が日本を救うこととなる」「信濃がなければ、戦争に負ける」等の決意が作業を促進したという指摘もある。
だが大和型戦艦2番艦武蔵で19ヶ月かかった艤装を3ヶ月で強行した仕上がりには問題があった。海軍省関係の性能審議委員会の参加者であった牧野茂 (海軍技術大佐、大和型戦艦設計者)は、信濃/第110号艦の居住区には調度品が一切なく殺風景で、気密試験は続行中、まるで「鉄の棺桶」だったと述べている。このように工事の簡略化のため、兵装や艦内装備は最小限にとどめ、艦内の水密試験も最低限（一説では省略）しか行われなかった。その一方で、大鳳喪失の教訓から航空燃料タンク周辺にコンクリートを流し込む作業は行われた。信濃は横須賀海軍工廠で建造された最後の艦艇であり、文字どおり工廠の総力をもって作業が進められた。

### 進水式

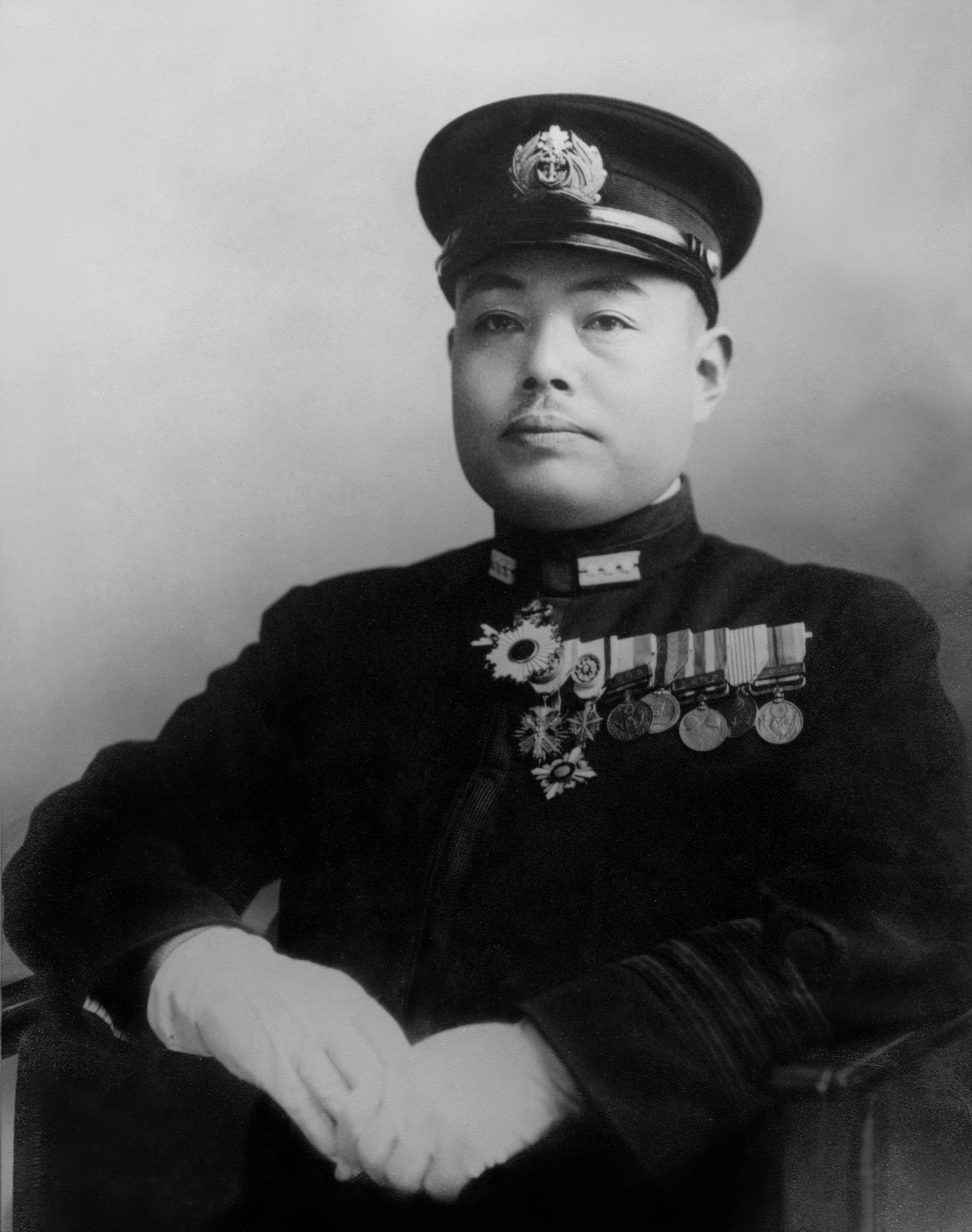
信濃艦長の阿部俊雄大佐

信濃は過労や事故により10名以上の殉職者を出しながら軍艦として形を整えた。軍需省航空兵器総局総務局長大西瀧治郎中将は、110号艦（信濃）を油槽船に改造し、スマトラ島より燃料を運ぶ計画を立てていた。
8月15日、日本海軍は阿部俊雄大佐（軽巡洋艦大淀艦長）を、信濃艤装委員長に任命する。
8月17日、横須賀海軍工廠に信濃艤装員事務所を設置。
10月1日、阿部艤装員長は正式に信濃艦長となる。
同日附で第一航空戦隊（司令官古村啓蔵少将）が新設される。当時は雲龍型空母3隻（雲龍、天城、葛城）という戦力だった。
10月5日、信濃艤装員事務所を撤去。
同日午前8時から8時30分頃、ドックに注水を開始。予定では、ドックに半注水し艦を浮揚、その段階で艦のバランス等を確認・調整することになっていた。その作業中、注水予定10mのところ推定8mまで達したところで突然ドックの扉船が外れ、外洋の海水が流れ込んだ。この海水の奔流に乗って艦体は前後に動きだし、艦を固定する100本以上のワイヤーロープと50本の麻ロープが切れた。これにより甲板上にいた技術士官等が海上に放り出されると同時に、艦首のバルバス・バウがドックの壁面に何度も繰り返し激突する事態が生じ、バルバス・バウと内部の水中ソナー、プロペラ翼端が破損した。
調査の結果、単純なミスが発覚した。扉船内部のバラストタンクへおもりとして海水を注水しなければならない筈が、それを忘れるという人為的ミスであった。バラストタンクへも海水を入れなければならないのに、全く注水されていないという人為的ミスという異説もある。作業ミスではあるが、性急すぎる工期短縮が招いた結果ともいえる。10月6日命名式の予定は延期（軍艦籍登録のみ10月6日付）。
10月8日に命名式は行われ、昭和天皇の代理として米内光政海軍大臣が式場に臨席した。皇族の派遣はなかった。命名式では阿部艦長が「未完成の空母・信濃」と発言しようとしたという。ここに「信濃」は正式に横須賀鎮守府籍と定められた。起工以来約4年5ヶ月が経過していた。
その後は再びドックに戻され、第111号艦の資材を一部使用して修理が行われた。修理は10月23日に終わり、ドックを出て沖合いに繋留された。だが竣工は1ヶ月遅れた11月19日となる。その間、日本海軍最後の大規模艦隊戦であるレイテ沖海戦（捷一号作戦）が起こり、連合艦隊は壊滅状態となる。
しかし仮にレイテ沖海戦に参戦できていても、本艦に乗せる航空機はすでになかった。実際、健在だった第四航空戦隊（龍鳳、隼鷹）は搭載機がなく、海戦に投入されなかった。横須賀で建造された空母雲龍も同様であり、特攻兵器「桜花」の輸送船として使用され、潜水艦の雷撃で沈没した。第111号艦の資材を流用して航空戦艦に改造された戦艦2隻（伊勢、日向）も搭載する航空機がなく、通常の戦艦としてレイテ沖海戦に参加した。
同年11月、信濃は航空公試で各種艦載機の離着艦実験を行った。戦況の悪化から東京湾外での実験は危険として湾内で実施、横浜本牧沖から千葉市の沖に向かい、その間に着艦実験をすることになったが、信濃が速いのですぐに千葉沖に達してしまい、何回も往復することになった。11月11日には零戦や天山艦上攻撃機などの在来機、11月12日には横須賀航空隊により局地戦闘機・紫電改を艦上型に改造した「試製紫電改二（N1K3-A）」や流星、彩雲等による発着艦実験が実施され、いずれも成功を収めている。ただし監督していた川西航空機の菊原静男技師は、信濃乗組員の技量や動作に不安の念を覚えている。これが本艦で航空機が発着艦を行った唯一の事例であった。11月15日、志賀淑雄少佐は信濃飛行長に任命される。

### 呉回航

#### 会敵前
1944年（昭和19年）11月19日、公試運転を経て性能審議委員会の承認をうけ、海軍に引き渡される。第一航空戦隊に編入。この時点で、同隊は本艦をふくめて空母6隻となった。
11月24日、連合艦隊司令長官豊田副武大将はGF電令550号にて「『信濃』及び第十七駆逐隊は、『信濃』艦長之を指揮し横須賀発、機宜、内海西部に回航すべし」と命じた 
。残された艤装や兵装搭載の実施と、横須賀地区の空襲から逃れるための呉海軍工廠への回航命令である。これは横須賀海軍工廠の上空をF-13（B-29の偵察型）が飛行しており、近日中に空襲があることが予測されていたことも関係している。アメリカ軍が撮影した航空写真にも信濃の姿が映っていた（下記参照）。ただし、アメリカ軍は大和の推測データや武蔵の沈没情報は持っていても、信濃については把握していなかった。
本艦の呉回航を後押しした原因はもう一つ存在した。徴用工の多用による横須賀工廠の技術力低下を懸念した日本海軍は、呉海軍工廠で艤装工事を行うことを検討していた。海軍の打診に対し大和型戦艦の造船主任である西島亮二海軍技術大佐は、「信濃の残工事（艤装）は引き受ける」と意欲的だったため、海軍は呉回航を決定したという。のちに西島大佐は自らの発言を後悔する念を述べている。この時点に於いても、信濃内部では建造工事が続けられており、高角砲、噴射砲、機銃はほとんど搭載されていなかった。機関も12基ある缶（ボイラー）の内8基しか完成しておらず、最大発揮速力も20-21ノット程度という状態であった。便乗した工員数は、信濃通信長によれば約1000名である。
呉海軍工廠へ回航に際して航空機は搭載されず、信濃飛行長志賀淑雄少佐も横須賀で待機することになった。しかし、甲板士官の沢本倫生によれば、艦上爆撃機（機種不明）を3機搭載しており、呉で最後の艤装を終えた後は、桜花を台湾へ輸送する予定だったという。この他に、桜花を50機、貨物として搭載していたという説や、震洋数隻を搭載したという説もある。これについて「信濃の出撃が特攻にならなければいいが」という冗談が出たとする証言もある。
信濃を護衛する駆逐艦は第十七駆逐隊の陽炎型駆逐艦3隻（浜風（司令駆逐艦）、磯風、雪風）だったが、既に海軍艦艇の水中捜索能力よりアメリカ軍潜水艦の静寂能力が上回る状態であった。また、第十七駆逐隊はレイテ沖海戦以来まとまった上陸や休養もなく、艦乗員の疲労や練度不足により、見張りも完全とはいえなかった。艦自体も、2隻（磯風、浜風）はレイテ沖海戦の損傷で水中探査機が使えず、特に浜風は海戦で被弾し、28ノット以上を出せない状態だった。さらに第十七駆逐隊は、捷一号作戦から日本への帰投時に護衛していた戦艦金剛および同駆逐隊司令駆逐艦浦風を米潜水艦シーライオン(USS Sealion, SS-315)の雷撃で沈められ、第十七駆逐隊司令谷井保大佐も浦風轟沈時に戦死、駆逐隊も司令不在という状況だった。
11月25日午後2時過ぎ、第十七駆逐隊（浜風、雪風、磯風）は戦艦長門（レイテ沖海戦で損傷）を護衛して横須賀に到着、信濃乗組員は飛行甲板に出て長門隊を出迎えた。この後の信濃側と第十七駆逐隊の打ち合わせでは、航路を巡って議論となった。第十七駆逐隊側は潜水艦の待ち伏せを警戒して日本軍哨戒機の応援を受けられる昼間沿岸移動を主張したが、阿部艦長は夜間の21ノット航行で敵潜水艦を回避できると提案を却下している。これは軍令部から対潜哨戒機を出せないという通達があり、信濃自身1機の航空機も搭載していないという事情もあった。また阿部艦長は、潜水艦の脅威よりも、日本近海で活動中のアメリカ軍機動部隊に襲撃されることを恐れたという見解もある。当時信濃主計長であった鳴戸少佐の回想によると、信濃の航路を決定する会議の中、夜間・外洋航海ルートを取る策に対して航海長兼任の中村副長、護衛の駆逐艦長たちは口々に異を唱え、特に雪風の寺内艦長が最も強硬に反対したという。議論の結果、信濃部隊は夜明け前に出航外洋航海の進路を取った。万一アメリカ軍潜水艦が出現しても、満月に近い月のため発見しやすい事を考慮していた。
大井篤（海上護衛総司令部参謀）によれば、信濃出港直前に連合艦隊（慶応大学日吉校舎地下壕）から海上護衛総司令部（海軍大学校校舎在）に電話連絡があり、海上護衛隊にも一応の協力を求めたが、洋上沖合では海上護衛部隊でも協力できず、大井は沿岸ルートもしくは昼間航行をするよう勧めたが、覆らなかったという。

#### 戦闘

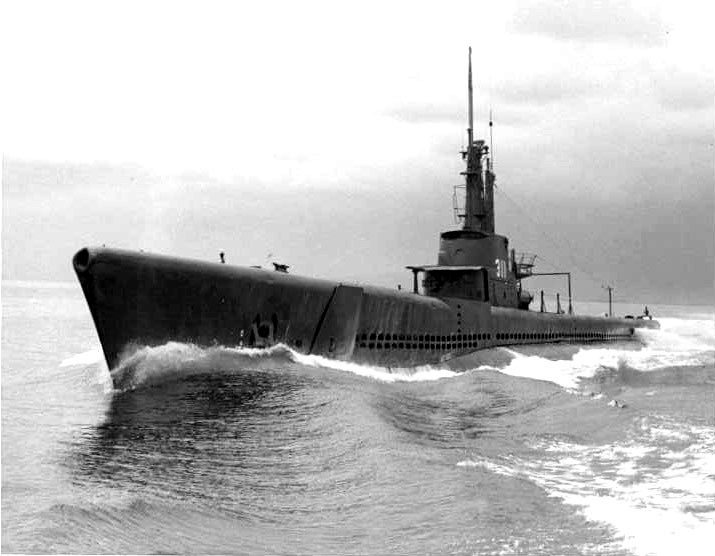
信濃を撃沈したアーチャーフィッシュ

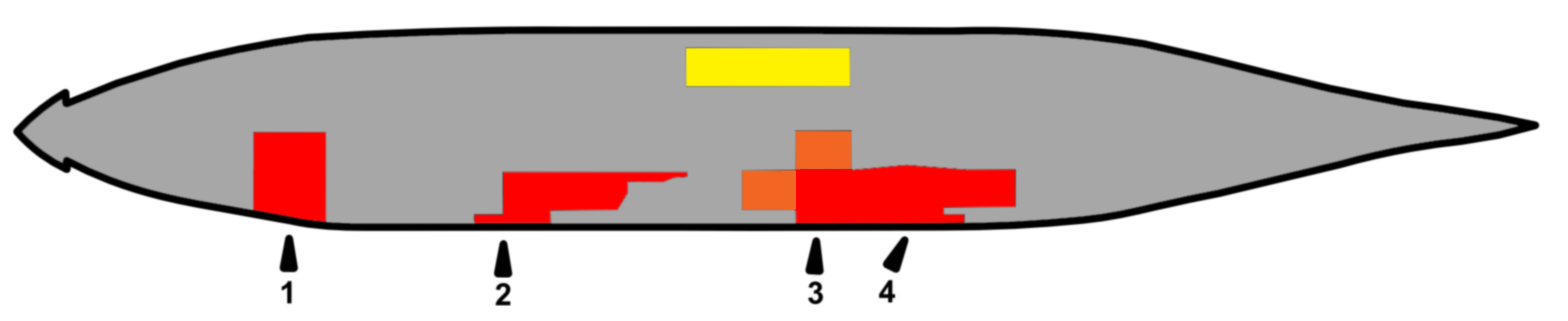
信濃の魚雷が命中した箇所と浸水区域。命中した箇所と浸水区域。赤は即時、朱色は徐々に浸水した区域。黄色は傾斜復旧のために注水した反対側のボイラー室

11月28日午後1時30分、信濃隊は横須賀を出港した。艦隊の配置は、先頭は第十七駆逐隊司令駆逐艦浜風、中央に信濃、信濃右舷に雪風、左舷に磯風。あるいは先頭磯風、右浜風、左雪風であった。長門では乗組員が甲板に整列し帽子をふって見送り、信濃側もそれに応えた。
4隻（信濃、浜風、雪風、磯風）は金田湾で時間調整したのち、午後6時30分に外洋へ出た。信濃艦内では機械室やガソリンタンク周辺で工事が続けられており、機関未完成のため、最大発揮速力は20ノット前後であった。
同日午後7時、磯風は敵潜水艦の電波をとらえ、警戒を強める。同様に信濃側も探知し、阿部艦長は乗組員に警戒するよう通達を出した。午後9時頃、電波探知機（逆探）で右後方に追尾する船舶を発見し、阿部艦長は信濃右舷にいた駆逐艦に偵察を命じた。調査に向かった駆逐艦は「味方識別に応ぜざるも、乾舷高く、漁船と思われる」と報告、信濃甲板士官の沢本中尉は「怪しい影」はアメリカ海軍のバラオ級潜水艦「アーチャーフィッシュ（USS Archerfish, SS-311）」ではなかったかと回想している。戦後、沢本と同様の見解を持つ作家もおり、作家の豊田穣は、戦後、アーチャーフィッシュの艦長ジョセフ・F・エンライト少佐に詳しく取材したことを根拠にしている。一方、エンライト艦長の著書では、この時アーチャーフィッシュは信濃の進路後方ではなく、前方を占位していたと証言している。それによれば、アーチャーフィッシュは接近する信濃を右舷艦首方向に発見、更に信濃艦首側、アーチャーフィッシュにより近い側に護衛艦1隻を確認した。エンライト艦長は追跡班に「前方より追跡を開始せよ」と命じてアーチャーフィッシュを転舵させると、艦尾方向に信濃を確認し、同一進路を前進しながら監視を続けたとある。エンライト艦長は、信濃右舷側を進む駆逐艦が直衛を離れ、調査に向かってきたのも、識別信号を発信したのも確認していないという。
午後10時、艦隊の先頭にいた浜風は前方6,000mに並走するマスト2本の水上目標を発見する。同艦は増速すると距離3,000mまで接近して照準を定めたが、信濃は「引き返せ」と命じた。これは「護衛艦は敵潜水艦を深追いして直衛に隙間をあけない」という事前の取り決めによるものだった。午後10時45分、信濃は右舷前方に浮上した潜水艦を発見し、誰何信号を送った。アーチャーフィッシュも信濃のマストに10秒-20秒-10秒という赤色発光信号を確認し、護衛駆逐艦の攻撃を予想して乗員が不安を感じたとしている。浜風・雪風は砲撃態勢をとったが、阿部艦長は所在の暴露を恐れて発砲を許可しなかった。この頃信濃艦内では、乗組員に汁粉（ぜんざい）が配られていたという。上甲板、艦中央部にあった通信室では、通信科の下士官兵達がオーストラリアのメルボルンから発信される日本語の対日プロパガンダ放送を聴いて楽しんでいたとする主張もある。
11月29日午前0時30分、遠州灘に差しかかった頃、艦隊はペリスコープらしきものを備えた影を発見し、この時、雪風は最も近くにいた浜風が影を確認しにいったと思ったが、浜風と磯風の艦長は、雪風に影を確認してもらう事に決め、その旨を磯風より通信したが、雪風側は受信していない。この混乱について、第十七駆逐隊司令と司令駆逐艦の浦風を台湾沖で喪失した影響であり、正式な司令が着任していれば防げたという意見もある。この影は信濃でも見張員が発見していたが、多数が望遠鏡を見た結果、雲であると判断し、そのまま南進を続けた。信濃通信長の荒木勲中佐は、右舷に敵潜水艦らしきものを発見して左斉動（南方へ転針）を行い、その後も対潜水艦回避行動を行ったと回想している。信濃艦長伝令の梅田耕一水兵長（航海科信号員）の記録によれば、「11月29日午前2時45分、右30度距離7000に敵潜水艦らしきもの発見、右舷駆逐艦（磯風）と交信、3時5分に敵潜を見失う」とあり、アーチャーフィッシュ側も「0305、100度に変針、潜航。潜望鏡の空母、距離6400m、護衛艦は点滅発光信号受信のため空母に接近」と記録している。
浜名湖の南100マイル（約161km）沖で待機していたアーチャーフィッシュは、不時着したB-29乗員の救援任務を切り上げ、商船を襲うべく東京湾へ向かった。11月28日午後8時30分、レーダーの修理が完了。午後8時48分、エンライト艦長は、「島が動いている」というレーダー士官の報告を元に、信濃を発見した。発見当初、アーチャーフィッシュでは信濃甲板上に飛行機の姿を確認できなかったことなどから、艦種を特定しかねており、タンカーだと考えていた。しかし非常に大型の船であったことから、攻撃のために追尾することを決める（同艦は護衛駆逐艦を4隻と記録）。アーチャーフィッシュは浮上すると、最大全速19ノットで追跡を開始した。浮上航走のうち、アーチャーフィッシュは目標が飛鷹型航空母艦（米軍呼称ハヤタカ）や大鳳型航空母艦とは異なる新型大型空母であることを確信する。これは信濃艦首の形状を観察し、大鳳型にはない開放格納庫を確認したためである。午後10時45分、アーチャーフィッシュは彼らに向けて1隻の駆逐艦が距離3,000mまで突進してくるのを発見し、潜航退避する寸前まで追い詰められた。だが、信濃のマストに赤色信号が見えると駆逐艦は引き返したため、アーチャーフィッシュは難を逃れた。アーチャーフィッシュのエンライト艦長の手記では、これを磯風としているが、前述のように浜風の可能性もある。午後11時30分、エンライト艦長は目標を捕捉できない可能性を考慮し、友軍潜水艦の応援を暗に求め、最高司令部宛に以下の無電を発信する。
「アーチャーフィッシュより太平洋艦隊総司令部、太平洋方面潜水艦隊司令部ならびに日本領海のすべての潜水艦宛。我れ大型空母を追跡中、護衛駆逐艦3隻あり、位置北緯32度30分、東経137度45分、速力20ノット」。信濃に傍受される危険をおかした無線（実際に傍受された）に対するアメリカ潜水艦隊司令部の返電は「追跡を続けよ、ジョー、成功を祈る」。ニミッツ提督司令部からは「相手は大物だ。君のバナナは今ピアノの上にある。逃がすな」だった。
エンライト艦長が期待していた増援の潜水艦は手配されず、結局アーチャーフィッシュは単艦での信濃部隊追跡を続行した。11月29日午前2時40分には「目標の左舷8マイルにして追跡中、魚雷発射の射点に占位し得るや疑問なり」と発信した。信濃は全速の20ノットで航行しており、浮上最大発揮速力19ノットのアーチャーフィッシュでは追いつけない筈だったが、「相手のジグザグ運動のために、きわめてゆっくりと追い越すことができる」という状態になった。さらに日付変更直前、信濃機関部で右舷の中間軸受けが過熱したため、速力を18ノットに落としていたという。アーチャーフィッシュも信濃の速力低下を確認していた。
アーチャーフィッシュ襲撃時点の日本側の護衛陣形には諸説あり、「先頭に雪風、中央に信濃、右に浜風、左に磯風」という浜風水雷長説や、「磯風が先頭、右に浜風、左に雪風」という雪風砲術長説、「浜風が先頭、右に雪風、左に磯風」という雪風水雷長説がある。この混乱は之字運動をする関係で時刻によって駆逐艦の位置が常に変化しているためであり、外洋ではおおむね十七駆司令駆逐艦の浜風が先頭を航行していたという。
11月29日午前3時13分、浜名湖南方沖176kmにてアーチャーフィッシュは、魚雷6本を発射した。日本側はアーチャーフィッシュの存在には気付いており、午前3時5分には信濃が第十七駆逐隊に潜水艦警報を発し、同隊も潜水艦と思われる電波を傍受したが、位置の特定はできていなかった。
潜航状態（潜望鏡発射）、1,400ヤード（約1,280m）の距離から発射された魚雷は、調停深度水面下10フィート（約3m）で6本。3本ずつ角度をずらせる150%射法にて発射された。これは最初の3本の破孔に次の魚雷が飛び込むことを期待したと、エンライト艦長は手記に記載している。また魚雷は重量物が水線よりも上に集中している不安定な空母を転覆させるために、命中深度を通常より浅く設定して発射された。午前3時16-17分、魚雷4本が信濃右舷に命中。生存者の証言では2本、アーチャーフィッシュは6本命中を主張。命中深度を浅く設定された魚雷は、信濃右舷後部のコンクリートが充填されたバルジより浅い部分に命中し、ガソリン貯蔵用空タンク、右舷外側機械室付近、3番罐室即時満水、亀裂で隣の1番罐室・7番罐室に浸水、空気圧縮機室が被害を受けた。最初の報告では、後部冷却機室、機関科兵員室、注排水指揮所近辺、第一発電機室などに浸水、右舷6度傾斜というものである。
第三海上護衛隊司令部で被害無線を傍受。命中後、一時13度傾斜したが、左舷注水により右傾斜9度に回復した。信濃は速力を落とさず、傾斜しながら20ノットで現場から退避したため、アーチャーフィッシュは北西に向かう信濃を追撃することは出来なかった。随伴駆逐艦から爆雷も投下されたが、アーチャーフィッシュは約15分間、爆発14回を記録し、脅威にはならなかった。3時30分、信濃は信号で被雷したことを告げた。3時45分、アーチャーフィッシュは巨大な爆発音が20分続くのを聴音し、沈没する大型艦艇の爆発だと判断した。6時14分に潜望鏡をあげ、洋上に何もない事を確認。それから4時間後、大爆発音を聴音した。

##### 沈没
書類上、信濃は軍艦籍に入って完成艦として扱われていたが、実際は建造中の未完成艦だった。通路にはケーブル類が多数放置されており、防水ハッチを閉められなかった。防水ハッチを閉める訓練すら、軍令部が工期を急がせたため、行ったことがなかった。かろうじて閉めることが出来た防水ハッチも、隙間から空気が漏れる有様であった。さらに大和型戦艦の艦内は複雑で迷路同然であり、慣熟するのに1年でも足りないとされた。そのため、乗艦して数ヶ月程度では、自分の現在位置を把握することすら難しかったとされる。それでも、応急員達は注排水指揮所からの指令によって反対側への注水作業を実行した。少なくとも3,000tの注水実行が報告され、傾斜は若干回復した。しかし、注水開閉弁が故障したため、それ以上の注水は不可能となる。信濃はただちに潮岬方面に向かったが、浸水は止まらず、次第に傾斜が増大し、速力も低下する。沢本中尉によれば、13度に傾斜した時点で主ボイラーを止めてしまったため、電気や蒸気が使えなくなり、やむを得ず手動ポンプで排水作業を実施した。戦闘詳報では「午前5時30分、速力11ノット」と記録している。機関科兵の回想では、午前5時ごろに右舷タービンが停止したという。午前5-6時、復水器が使用できなくなり、ボイラー給水用の真水が欠乏したため、午前8時前には、洋上で完全に停止するに至った。
海上護衛総司令部では、信濃被雷を受けて大阪警備府や各地港湾部に曳船の手配をはじめたが、関西地方から信濃被雷地点まで180海里（約330km）もあり、すぐに到着できる状況ではなかった。
なお、第三海上護衛隊からの伝令を受けた伊勢防備隊は駆潜14号を急派し、尾鷲にいた駆逐艦澤風および水雷艇千鳥は準備でき次第、現場へ急行し｢味方損傷空母(信濃)｣の曳航および護衛協力が下命された。同時に串本海軍航空隊に対しても哨戒機の派遣命令が下り、熊野灘部隊の金津丸(C型戦時標準船  2,724トン)には曳航を準備した上での待機命令が下る。
翌日30日、第三海上護衛隊は澤風を指令艦とした掃討隊の結成および被雷地点での敵潜水艦への徹底的掃討を命じた。
信濃は随伴2隻（雪風、浜風）に対し「傾斜のため運転不能」と発信、曳航を命じた。海水を使用してボイラーを炊くことも検討されたが、一度海水を使うと、補修に多大な手間と時間がかかるため、見送られた。艦前部にある予備真水タンクは、パイプが切断されており、役にたたなかった。阿部艦長は工廠関係者を飛行甲板にあげるよう命じたが、「工廠関係者飛行甲板（「工廠の工員、上甲板」とも）」の命令が、伝令により「総員飛行甲板（総員上甲板）」と誤って伝わり、混乱を招いた。一方、この命令誤認のため、艦底にいた応急作業員や機関科兵が脱出できたという一面もある。機関科分隊長の三浦治は、機関科への退避命令は、左舷罐室への注水と傾斜復元も意図していたとみられると語っている。
午前7時45分、信濃は駆逐艦2隻（磯風、浜風）に曳航のため接近せよとの手旗信号を送った。浜風（司令駆逐艦）は磯風と浜風で曳航すると通信。阿部艦長自ら信濃の艦首で作業を監督したが、駆逐艦2隻では浸水して沈下した巨艦を曳航することができず、曳航索が切れてしまった。そこで駆逐艦の後部高角砲塔に曳航索をグルグル巻きにして再度曳航を試みたが、加重に耐えれずまた切断してしまい、曳航は断念されるに至った。第十七駆逐隊戦闘詳報によれば、磯風と浜風が曳航索を渡したが千切れてしまったという。一方、雪風下士官の豊田義雄（内務・運用）によれば、この記述は全くの作り話であり、浜風、磯風が信濃の両舷に接舷しこれを支え、雪風が1隻で曳航するという無謀な作戦であり、曳航索を受け渡しする前に作業は放棄されたという。ただし、豊田はどの指揮系統の命令であったか、また命令の詳細についても明確な記憶はないという。元乗員は、信濃に繋いだワイヤーが切れた際、勢いで空高くワイヤーが舞い上がり、それが落ちてきた拍子に駆逐艦の乗員に当たり、首が切断する瞬間を目撃したと証言している。午前8時の時点で上甲板が波で洗われており、乗組員は格納庫甲板の排水に駆りだされた。午前8時30分、注排水指揮所まで水没し、稲田文雄大尉ら9名が水死した。
注排水指揮所の全滅と曳航作業が失敗した事で、喪失は確定した。9時32分、御真影をカッターに移し、まだロープで結ばれていた浜風に移そうとしたが、悪天候のためカッターは信濃右舷バルジに乗り上げて転覆した。10時25分、傾斜35度に達し、軍艦旗降下。10時27分、総員退去用意。10時37分、総員退去令。この時の艦長命令は「各自自由に行動せよ」だったという幹部士官の証言がある。荒木勲(信濃通信長)や安間孝正(信濃軍医長)によれば、阿部艦長は退艦命令を出すことを逡巡しており、横手克己(信濃砲術長)が「艦長！総員退艦はまだですか」と強く進言したため、阿部艦長は退艦を発令したという。10時57分（55分説あり）、潮岬沖南東48kmの地点で転覆、艦尾から沈没した。
信濃の艦歴は、世界の海軍史上最も短いものとなった。竣工から10日、出港してからはわずか17時間であった。被雷時点での戦死者数名、負傷者は同程度だったにもかかわらず、総員退去の命令が艦内放送装置が使えず巨大な艦内に伝わらなかったり、エレベーター穴や艦体と飛行甲板の隙間に落ちたり、低温の海での漂流と強い波浪により、多数の乗組員が行方不明となった。沈没する艦体に多数の兵がしがみついていたのも目撃されている。阿部艦長は艦首で総員退去命令を出したあと、信濃と運命を共にした。中村馨(信濃航海長)や、総員退艦を進言した横手砲術長も信濃と共に沈んだ。急な召集により訓練が十分でない乗員が多かったために、泳げない者も多く、海に投げ出されて溺死したり、泳げる者にしがみつく者もいたという。一方、爆薬や燃料を搭載していない桜花が海面に浮かび、多くの乗組員が掴っている光景が救助作業中の浜風から目撃されたという証言もある。戦後、武田が桜花開発者の1人に会って桜花が人命救助に役立ったことを話すと、技術者は複雑な表情を浮かべたという。
生存者は準士官以上55名、下士官兵993名、工員32名。戦死者は「信濃会」の調査によると791名（工員28名、軍属11名を含む）。これには建造中の110号艦（信濃）から逃亡したのち行方不明となった脱走兵2名も含まれている。生存者の一人には後に映画やテレビで活躍した俳優の深江章喜がいる。御真影は、浜風（駆逐艦長前川万衛中佐、海兵52期）に奉安された。対空ロケット砲装備のため呉で待機していた技術者達は、入港した第十七駆逐隊から信濃の沈没を知らされ、海軍の終焉を実感している。生存した乗員たちは随行の艦に救助され、広島に到着後は機密保持のため三ツ子島の施設に抑留された。
沈没地点は潮岬東南東沖北緯33度06分 東経136度46分 / 北緯33.100度 東経136.767度の地点とされる。現場の深度は6,000 - 7,000mと深く、正確な沈没位置は確定されていない。米内光政海軍大臣より信濃沈没の報告を受けた昭和天皇は「惜しいことをした」と述べたという。
1945年（昭和20年）4月7日、坊ノ岬沖海戦で戦艦「大和」と第二水雷戦隊の5隻（矢矧、磯風、浜風、霞、朝霜）が沈没、駆逐艦「涼月」も大破、帝国海軍が決行した最後の大型水上艦による攻撃となった。それにともない、沈没した2隻（大和、信濃）および空母「葛城」（健在）は第一航空戦隊から除かれる事になる。4月20日、第二艦隊および第一航空戦隊は解隊された。
8月31日、本艦を含めて太平洋戦争末期に沈没した戦艦や空母は帝国軍艦籍から除籍された。

##### 原因
建造の簡略化により十分な防水作業が出来ず、艦搭乗員も練度不足で内部に精通したものが皆無だった。配属されてから長い者で数ヶ月という状態では、被弾後も突然の事態に混乱し、右往左往するばかりで、満足に応急処置すら実行できない状況であった。空母翔鶴運用長として珊瑚海海戦や南太平洋海戦で同艦の応急措置に奔走した福地周夫大佐（信濃砲術長横手克己大佐とは、海軍兵学校第52期の同期生）は、翔鶴処女航海（竣工昭和16年8月8日、初航海8月23日）と信濃処女航海を対比。竣工直後の同艦でも乗員の訓練は不充分で、防水扉の閉鎖方法すらわからず、仮に魚雷が命中していれば「当時の翔鶴なら沈んだだろう」と評している。大和内務科士官として艦内防御を担当した士官も、竣工時の大和艦底マンホールには不具合点が約500ヶ所（ボルトやパッキン不備、脱落、緊締不良、ボルト穴開け違い等）もあり、時間をかけて順次改善していったと回想。信濃沈没についても、艦底マンホールに多数の欠陥があったと推定している。また傾斜によって左舷の注排水弁が海中から上がってしまい、追加の注水が出来なかったという推論もなされている。
これには反対意見もある。その注排水についても、出港前に傾斜復元テストは行われず、また電源がどの程度の震動で故障するかも不明だった。実際に排水ポンプは故障で作動しなくなっている。突貫工事による影響で、ねじ山が根元まで切られていないボルトや2cmも隙間の空く防水ハッチ、右舷艦尾に命中した魚雷の衝撃で艦首部分の甲板リベットから浸水する、さらに隔壁の気密検査が未実施など、竣工とは名ばかりの未完成艦であり、艦長の判断以前に魚雷命中の時点で沈没が確定されていたといってよい惨状だった。エンライト艦長の判断（魚雷の深度を約3メートルと浅くし、水線近くを浸水させることで重心点の高い空母の転覆を狙った）が適確で、信濃側の不具合に乗じる結果となった。
呉工廠造船部長として大和の進水・艤装時を監督した庭田尚三（海軍技術中将）は、横須賀海軍工廠が気水密試験を省略したことについて「かような試験は手を抜こうと思えばできないことではないが、当事者として見れば責任上良心的にどうしてもそのような無責任な気持ちにはならないものだ」「このような地味な縁の下の力持ちのような試験作業は実に困難であっても、完璧を期さなくては現場技術者としての資格はないと私は信ずるのであります」と回想している。大和も1942年（昭和17年）6月15日竣工を予定していたが、艦政本部からの要請で竣工を1941年（昭和16年）12月16日に早めた経緯がある。
牧野茂(大和型戦艦設計者)の話によると、「大和型戦艦は1本目の魚雷命中で戦列を離れず、2本目でも戦闘力を持続し、3本目では沈没することなく基地に帰投可能」という方針で浸水計算がなされており、4本目については十分な検討がなされていなかったと述べている。乗組員の訓練と慣熟の不足、未完成艦だったことを考慮しつつ、牧野によれば「信濃の沈没責任全てが防水工事の不備にもとづくものであると断定するには忍びない」としている。
雪風下士官の豊田義雄は、護衛駆逐艦側の問題として、第十七駆逐隊司令駆逐艦（浦風）の沈没と駆逐隊司令の戦死により指揮系統が混乱しており、各艦や信濃との連携が十分ではなかったという。海上護衛総司令部参謀の大井篤大佐は「火の用心はあまりしないで、消防士が悪いから丸焼けにされたとうらみを言っているように聞こえて仕様がなかった。根本的には航海計画が悪かったのだ。それは敵の潜水艦およびその魚雷の威力をあなどったことからきていたのだ」と述べている。他にも敵潜出没海面に3隻の駆逐艦の護衛をつけただけの夜間航海計画を立案した軍令部の責任が大きいという指摘もある。
12月28日、東京で三川軍一中将のもと信濃の沈没原因を調査するための「S事件調査委員会」が開かれた。「信濃」は事故ではなく敵の攻撃を受けて沈没したため、建前上は査問ではなく調査の形がとられたが、委員会に出席した信濃の生存者は彼らを詰問する軍令部や工廠関係者に対し「脆い艦を作った造船関係、気密試験も省略させて出港させた軍令部、駆逐艦3隻だけの護衛で出港させた上層部」に対する怒りを抑えられなかったという。会議の結果、責任を問われる当事者が多すぎたため、表立った処分を受けた者は誰もいなかった。S事件の報告は「工廠工事の粗漏、水密試不施行等及艦乗員の復元に対する不徹底等」だったという。
アーチャーフィッシュの乗員は、非常に大きな空母を攻撃したことは認識していたが、撃沈の確信を持つことは出来なかった。またアメリカ軍はB-29からの偵察写真に「信濃」が写っていたが本艦の存在を把握しておらず、アーチャーフィッシュの報告も半信半疑の扱いであった。上官コーバス中佐は日本の暗号解読で判明した「信濃」という艦名から、信濃川の名をつけた巡洋艦改造空母を撃沈したと判断し、それで満足しろとエンライト艦長を説得している。エンライト艦長は「信濃」のスケッチを提出し、2万8000トン（2万9000トンとも）空母撃沈認定をもらった。当時世界最大の空母を撃沈したと乗組員達が知るのは、戦後のことである。信濃撃沈の功績に対して、殊勲部隊章がアーチャーフィッシュに与えられた。
またGHQはNHKラジオ第1放送・第2放送を通じて『眞相はかうだ』の放送を開始、この中で「信濃」沈没について報道した。
1947年には生存者の回顧録が出版され、翌年にはアメリカ合衆国でも発売された。
「信濃」は潜水艦に撃沈された最も巨大な船である。
戦後の1978年（昭和53年）5月17日、輸送艦あつみ艦上に於いて、信濃の現地洋上慰霊祭が生存者32名・遺族89名が参列して営まれた。

## 特徴
大和型戦艦由来の艦体を持つ巨大空母であり、1961年に就役したアメリカの原子力空母エンタープライズが登場するまで、また、戦艦を改造して建造された空母（イーグル、ベアルン、加賀等）と比較しても史上最大の排水量を持っていた（アメリカ海軍最後の通常動力推進空母キティホーク（満載 83,301t）も信濃の排水量を上回るが、基準排水量では信濃が上。現在では基準排水量は諸元として使用されていない）。
爆弾・魚雷・航空燃料の搭載予定量は、翔鶴型や大鳳型、雲龍型よりも少なく「800kg爆弾または500kg爆弾90発、250kg爆弾468発、60kg爆弾468発、九一式45cm航空魚雷・不定」程度であり、「中継基地空母」としての運用は考慮されていない。また「爆弾は800kgまたは500kg 54個、250kg 216個、60kg 216個、魚雷36本、航空燃料670トン」とする文献もある。航空燃料は680トンとする文献もある。
上記の信濃の全体を写した唯一の写真からは、対潜用の迷彩塗装らしきものが判別できる。基本色は外舷1号色（若草色。米海軍報告書によれば外舷2号色と白を1：1で混ぜたもの）で、外舷2号色（錆緑、暗いオリーブグリーン）により商船の迷彩が施されていた。喫水線下は赤系統とする工員の目撃証言が多い。

### 構造
飛行甲板
大和型戦艦の最大幅39mという船体の上に設置された飛行甲板は、最大幅40mであった。幅50mという元乗組員による証言もある。
信濃改造艤装委員で零戦で着艦実験をした小福田晧文少佐は「じつにゆうゆう広々とした甲板で、着艦もまことに楽であった」と語っている。太平洋戦争開戦時の加賀搭乗員であり、信濃飛行長に任命されていた志賀淑雄少佐は、加賀より広大な信濃の飛行甲板に感嘆している。
飛行甲板には20mmDS鋼板の上に75mmNVNC甲板を装着した。装甲部分は長さ約210m、幅約30mと下部の格納庫と同じ範囲に施された。その大重量を支えるために、箱形の梁を作り、そこにも14mm鋼鉄を張った。日本空母として最初に飛行甲板を装甲化した大鳳の一部が木甲板だったのに対し、信濃は工事簡略化のため、全体が鋸屑入セメント張りだった。ミッドウェー海戦の戦訓を踏まえ、搭載機にガソリンを積む場所を飛行甲板に変更し、また爆弾・魚雷装着場所も従来の日本空母とは異なり飛行甲板としている。このため揚爆弾筒、揚魚雷筒は格納庫を素通りして飛行甲板に直接揚げる構造となった。また装甲部分の前後に設けられた航空機用エレベーターにも飛行甲板と同じく75mmNVNC甲板が装着され、重量は前部昇降機（寸法15m×14m）が180t、後部昇降機（寸法13m×13m）は110tに達した。また、元乗員の証言によれば、飛行甲板には新開発の蛍光灯が埋めこまれていたという。
装甲
戦艦として建造されていたため、空母としては十分すぎる防御設計が施されていた。空母としての再設計時における防御性能では、舷側水線防御は射距離10,000mから放たれる20cm砲弾に耐えることや、水平防御では高度4,000mから投下される800kg爆弾に耐えることだった。また、当初の案では、飛行甲板は800kg爆弾の急降下爆撃に耐えることとなっていたが、甲板の重量増加と製造能力の関係から、飛行甲板は500kg爆弾の急降下爆撃に耐えうるものと変更された。これらの要求を満たすため、格納庫天井に20mmDS鋼板と14mmDS鋼板を張り合わせた。
戦艦から空母へと設計変更されたことに伴い、第110号艦の水線上舷側装甲は410mmから200mmへと減り、対巡洋艦程度の装甲となった。主砲弾薬庫は、そのまま空母の高角砲弾・機銃弾・爆弾・魚雷庫へと転用された。航空機用燃料タンクは、主要部の前後にある重油タンク部分に増設された。本来装甲のない部分だったため、通常使用される25mmに加えて、解体した姉妹艦第111号艦の弾薬庫の底部80mm装甲をタンク直上下甲板に貼った。当初はタンク周辺に空白区画を設けて2,000tの水を満たしておく設計であったが、後述する大鳳爆沈時の戦訓から、周囲の区画にはコンクリートを充填している。
艦底は、磁気機雷や艦底起爆魚雷への対策として、先行艦（大和、武蔵）の二重底から三重底へと強化されている。本艦では砲塔が搭載されず、戦艦級の装甲も施されないために艦体が軽くなり、喫水が1m上昇するため、大和型と比較してバルジの上端を1m下げた。その後、本艦の設計に影響を与えた大鳳が1944年（昭和19年）6月のマリアナ沖海戦において敵潜水艦の魚雷1本の命中であっけなく爆沈したことは、関係者に強い衝撃を与えた。大鳳沈没の主要要因は、魚雷の命中により航空機用ガソリンが艦内に漏れ出し、ダメージコントロールの失敗により、6時間後に大爆発・大火災を起こした事である。そこで応急対策として、水線下のバルジなど航空機用燃料タンクの周辺に数日間かけてコンクリートを流し込み、固めた。最終的に、公試常態排水量は初期計画の62,000tから68,000tに増加した。結局バルジの位置変更は無意味となり、設計者の牧野茂は「余計なことだった」と述べている。
また信濃軍医長は、便乗した造船将校から、本当の排水量は76,000t（部内65,000t）と教えられたと述べている。飛行甲板から弾薬庫に至るまで重装甲で固めた結果、信濃の船殻重量は大和に比べて1,900t、防御重量2,800t、艤装重量1,200t、計5,900t増加、35万から40万工数という工事量増加となった。
大和型戦艦の内部は「地下街」と表現されるほど複雑かつ広大であり、艦内伝令が自転車を使っていたという証言もあるほどである。これは、同型艦である信濃も同様だった。乗員の慣熟が足りていなかったのも加わって、艦内で半日迷子になったり、工員が自分の担当現場を探すだけで一苦労したというエピソードもある。
艦橋
艦橋は右舷中央部に、煙突と一体化した大型のものが設置された。艦橋と煙突の一体化は米英空母では広く採用されていたが、従来の日本海軍空母は、大型艦、小型艦問わず、排煙が着艦の邪魔にならぬよう、舷側から突出した湾曲の付いた煙突で海面に向けて排気する方式だった。信濃の場合、船体上部甲板と飛行甲板の間の高さがとれず、舷側に煙突を設置することができなかったため、艦橋と一体化させ、上部で外側に26度傾斜した上方排出の煙突となっている。これは大鳳型航空母艦の重心低下の設計結果として、やむを得ず採用するのに先行して、改造空母である隼鷹型航空母艦（飛鷹型）で実験的に採用したものを踏襲したものである。本艦に設置する前に実物大艦橋模型を航空学校の屋上に建造し、36基の12cm対空双眼鏡を据え付けて実地試験を行った。竣工直前の1944年（昭和19年）9月4日にも、防空指揮所装備について第一機動艦隊側の意見を聴く形で改装をおこなっている。福田啓二造船中将は、美的ではなかったと回想している。二一号電探と通信マストも配備された。
機関
改装時にはすでに大和型戦艦としての基礎ができあがっていたため、機関配置や予定機関出力は同型艦と全く同じであった。プロペラの回転数も同じ設定であったが、大和型戦艦のプロペラは直径5mだったのに対して信濃のものは直径5.1mであり、ピッチも異なっていた。速力もそのままの27ノットの予定だった。大和型戦艦に比べて主砲塔や各部装甲を減じているが、そのぶん飛行甲板や弾薬庫に重防御を施した結果、満載排水量は大和型72,000tに対し第110号艦71,000tである。正規空母としては低速であり、当時5tを超えていた流星の発艦に不安がある可能性が指摘されていた。横須賀で実施された試験においてボイラー8基のみ稼動、20ノット程度の航行状態で、当時の風速は不明ではあるが紫電改（紫電41型）や流星艦上爆撃機、天山艦上攻撃機（雷撃機）の離着陸テストに成功している。紫電改テストパイロットを務めた山本重久大尉も、日本空母の中でも特に大型だった赤城や翔鶴より信濃の飛行甲板は大きく、離着艦は良好と証言している。この時に着艦した紫電改は、陸上基地での運用を主体とする局地戦闘機であり、艦上戦闘機ではなかった。

### 設備
格納庫
日本空母として最大の排水量の巨艦であったが、格納庫は一層のみである。建造再開時、艦中央部では既に中甲板付近まで工事が進んでいたことに加えて、戦況対応のための早期の竣工、煙路の配置や飛行甲板に重装甲を施したことと、また航空機の搭載数から当然の帰結だった。格納庫予定位置の両側に高角砲や機銃弾の揚弾筒を準備されたため、格納庫面積も狭くなった。
また、船体の縦強度構造からも2段は困難だった。
大和型戦艦の最上甲板は一番砲塔付近で下がり二番砲塔付近で上がる「大和坂」と呼ばれた傾斜がついていたが、これを艦載機の格納庫に支障ない傾斜にするための工事に手間がかかった。
本艦に強い影響を与えた大鳳型航空母艦を含め、日本空母のほとんどは密閉式格納庫である。これに対して、本艦では攻撃機搭載用の前部約125mは攻撃を受け火災が発生した際にはそこから熱風を逃し、爆弾や魚雷を投棄するため、開放式になっている。夜間の灯火管制時にも開放式前部で機体整備が行えるように、開放部には帆布製の遮光幕を張ってから内部で電気照明を点灯するようになっていた。ただし、開放式格納庫の開放部分は、長さ10m以上の開口部が片舷1ヵ所ずつのみとなっており、航空機の海中投棄は不可能だったという。戦闘機搭載用の後部約83mだけ、厚さ25mmのDS鋼を2枚重ねた側壁による密閉式という形態となっていた。火災に対しては可能な限りの対策が施され、格納庫全域に降り注ぐ泡沫消火装置や、防御区画内3箇所に独立した消火ポンプを設置し、格納庫側壁の複数箇所に防御を施した管制指揮所を設けた。航空機格納庫は従来型電灯と蛍光灯の併設、居住区は蛍光灯のみが備えられていたという証言がある。
搭載機
搭載機の種類や数は、戦時中または戦後期に出版された原典やその計画時期の違いからと思われる相異が文献によってある。
| 資料名                   | 常用機種と数              | 補用機種と数            | 合計                |
| ------------------------ | ------------------------- | ----------------------- | ------------------- |
| #昭和造船史1             | 戦闘機18機 攻撃機24機     | 戦闘機2機 攻撃機3機     | 47機(うち補用機5機) |
| #海軍造船技術概要        | 烈風18機 流星18機 彩雲6機 | 烈風2機 流星2機 彩雲1機 | 47機(うち補用機5機) |
| 航空本部計画案           | 烈風25機 流星25機 彩雲7機 | 2機(機種記載なし)       | 59機(うち補用機2機) |
| 空母及搭載艦関係報告資料 | 烈風24機 流星17機 彩雲7機 | 烈風1機 流星1機         | 50機(うち補用機2機) |

ただし烈風は開発が大幅に遅延したため紫電改の艦戦型に変更される予定だった（後述）。
銃火器
対空火器として、12.7cm連装高角砲8基16門（片弦4基）、25mm3連装機銃37基、同単装40挺の合計151挺、28連装噴進砲(ロケット砲)12基を舷側に装備する予定だった。3連装機銃35基、単装40挺の計145挺や、機銃合計140門とする文献もある。出港時ロケット砲は搭載されていなかったが、志賀淑雄少佐（信濃飛行長）や神谷武久(工員)によれば、他の武装については、若干装備していたという。諏訪繁治(兵曹、通信科）によれば、脱出時、高角砲甲板に高射砲弾が転がっていたという。

## 遺物
- 信濃に搭載される予定だった主砲塔前楯は戦後アメリカ軍が技術調査で押収してアメリカ合衆国本土に持ち帰った。主砲前面の厚さ65センチの装甲板は至近距離から発射された40センチ砲によって破壊され、その残骸がワシントン海軍工廠の公園に展示されており、現在も見学することができる。日本より返還要求があったが拒否された[368]。
- 信濃用の46センチ砲身は7本完成しており、うち2本がアメリカ軍に押収されアメリカ本土に運ばれたが、試射はされず分解されスクラップにされたといわれる[368]。残りの砲身は武器に転用されず、大和、武蔵とも、砲身交換をすることもなく沈没したこともあって、日本国内で破壊された。
- 信濃を詳細に捉えた写真は、東京湾内で公試中に、横浜沖で石川島造船所の技師、荒川浩が撮影した上記のものが唯一確認されている。他には、米軍の偵察機が横須賀港を空撮した写真に、航行中の様子が偶然写り込んだものが1枚現存する。この他、横須賀港の6号乾ドックに入渠した状態を空撮した写真が発見されており、専門家の分析の結果、建造中の信濃であると断定されている[369][264][370]。
- 信濃を建造した6号乾ドックは、在日米軍の空母や各種艦船の整備用に現在も使用されており、ドックの外壁は当時のまま残されている。現用の軍事施設であるため、特別な許可を得た場合を除き、一般人は立ち入り禁止となっている[49]。

## 引き揚げ計画
終戦直後、沈没地点は志摩半島の西南2マイルの沖合と推定されており、連合国軍最高司令官総司令部の許可さえ得られれば、引き揚げは比較的容易であると考えられていた。1951年10月には、連合国軍最高司令官総司令部から大蔵省へ艦体が返還されるとの話がもちあがり、東海財務局が水深調査などの引き揚げ準備を始めたと報道されたが、実現することはなかった。

## 艦長
艤装員長
- 阿部俊雄 大佐：1944年8月15日[118] - 1944年10月1日[120]

艦長
- 阿部俊雄 大佐：1944年10月1日[120] - 11月29日戦死（少将進級2月16日）[372]